# 赛乐西帕
赛乐西帕（Selexipag）或司来帕格，通常以优拓比（Uptravi）的品牌销售，是由瑞士制药公司Actelion开发的用于治疗肺动脉高压的药物。司来帕格及其活性代谢物 ACT-333679（或 MRE-269，游离羧酸）是前列环素受体的激动剂，可导致肺循环中的血管舒张。通常用于口服或静脉注射。

## 不良反应
赛乐西帕的不良反应与静脉用前列环素治疗肺动脉高压的不良反应相似。常见的副作用包括头痛和下巴痛。服用赛乐西帕的人也注意到甲状腺功能亢进症的风险有所增加。